# بخش مونرو (شهرستان لیکینگ، اوهایو)
بخش مونرو (به انگلیسی: Monroe Township) یک منطقهٔ مسکونی در ایالات متحده آمریکا است که در شهرستان لیکینگ، اوهایو واقع شده‌است.
 بخش مونرو ۶۹٫۶۵ کیلومتر مربع مساحت و ۶٬۹۴۶ نفر جمعیت دارد و ۳۴۹ متر بالاتر از سطح دریا واقع شده‌است.